# 布赫科格爾山
47°52′40″N 16°32′19″E / 47.87778°N 16.53861°E
布赫科格爾山（德語：Buchkogel），是奧地利的山峰，位於該國東部，由布爾根蘭州負責管轄，屬於萊特哈山的一部分，處於艾森施塔特以北，海拔高度442米。